# Diocesi di Patara

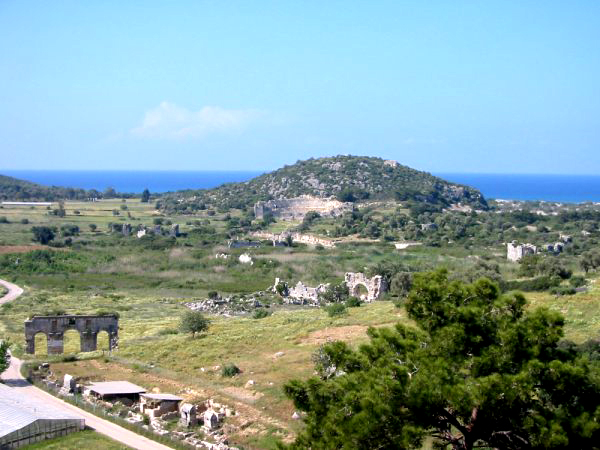
Panoramica sul sito archeologico di Patara.

La diocesi di Patara (in latino Dioecesis Patarensis) è una sede soppressa del patriarcato di Costantinopoli e una sede titolare della Chiesa cattolica.

## Storia
Patara, identificata con le rovine nei pressi di Gelemiş, nella provincia di Antalya nell'odierna Turchia, è un'antica sede episcopale della provincia romana di Licia nella diocesi civile di Asia. Faceva parte del patriarcato di Costantinopoli ed era suffraganea dell'arcidiocesi di Mira.
La diocesi è documentata nelle Notitiae Episcopatuum del patriarcato di Costantinopoli fino al XII secolo.
Diversi sono i vescovi attribuiti a questa antica sede episcopale. Le Quien attribuisce a Patara un noto scrittore ecclesiastico, vissuto fra III e IV secolo, san Metodio, che tuttavia probabilmente sarebbe stato vescovo di Olimpo. Al primo concilio ecumenico, celebrato a Nicea nel 325, era presente il vescovo Eudemo I. Durante il concilio di Seleucia del 359, Acacio di Cesarea e i suoi sostenitori abbandonarono l'assise e redassero una professione di fede nella quale rigettavano il termine di consustanzialità in quanto estraneo alle Scritture; tra i firmatari della professione di fede figura anche Eutichiano di Patara, che, assieme agli altri vescovi firmatari, venne scomunicato dai padri conciliari.
Eudemo II prese parte al primo concilio di Costantinopoli nel 381; lo stesso vescovo è menzionato in una lettera, datata tra il 375 e il 377,  che Basilio di Cesarea scrisse ad Anfilochio di Iconio, perché verificasse l'ortodossia dei vescovi della Licia, tra cui figura anche Eudemo. Cirino fu tra i padri del concilio di Calcedonia nel 451 e sottoscrisse nel 458 la lettera dei vescovi della Licia all'imperatore Leone I dopo la morte di Proterio di Alessandria.
Licinio è documentato nel sinodo riunito a Costantinopoli nel 536 dal patriarca Mena; pur non apparendo mai nelle liste di presenza del sinodo, il suo nome si trova tra le sottoscrizioni delle sedute del 21 maggio e del 4 giugno, dove vennero condannati Severo di Antiochia, l'ex patriarca Antimo, il monaco siriano Zoora e Pietro di Apamea.
Anastasio assistette al secondo concilio di Nicea nel 787. Teodolo infine partecipò al concilio di Costantinopoli dell'879-880 che riabilitò il patriarca Fozio.
Dal XVIII secolo Patara è annoverata tra le sedi vescovili titolari della Chiesa cattolica; dall'8 novembre 2024 il vescovo titolare è Josivaldo José Bezerra, vescovo ausiliare di Olinda e Recife.

## Cronotassi

### Vescovi greci
- San Metodio ? † (fine III secolo - inizio IV secolo)
- Eudemo I † (menzionato nel 325)
- Eutichiano † (menzionato nel 359)
- Eudemo II † (prima del 375/377 - dopo il 381)
- Cirino † (prima del 451 - dopo il 458)
- Licinio † (menzionato nel 536)
- Anastasio † (menzionato nel 787)
- Teodolo † (menzionato nell'879)

### Vescovi titolari
- Giuseppe Fonseca, O.P. † (7 maggio 1714 - ?)
- Andrea de Rossi, C.R. † (7 agosto 1741 - ?)
- Franciszek Podkański † (23 luglio 1753 - 11 luglio 1789 deceduto)
- Márton Görgey † (24 settembre 1804 - 23 agosto 1807 deceduto)
- Józef Gabriel Gembart † (26 settembre 1814 - 30 dicembre 1821 deceduto)
- Giuseppe Novella, O.F.M. † (22 maggio 1847 - 26 febbraio 1872 deceduto)
- Angelo Bersani-Dossena † (31 marzo 1875 - 12 giugno 1887 deceduto)
- Luigi M. Cannavò (Canavo), O.F.M.Cap. † (10 maggio 1889 - 27 agosto 1907 deceduto)
- Beato Nykyta Budka † (15 luglio 1912 - 1º ottobre 1949 deceduto)
- Vincenzo Maria Jacono † (18 gennaio 1961 - 20 aprile 1971 dimesso)
- Ivan Choma † (22 febbraio 1996 - 3 febbraio 2006 deceduto)
- Jaime Spengler, O.F.M. (10 novembre 2010 - 18 settembre 2013 nominato arcivescovo di Porto Alegre)
- Giovanni Battista Piccioli (26 ottobre 2013 - 2 febbraio 2022 nominato vescovo di Daule)
- Jamal Boulos Sleiman Daibes (11 marzo 2022 - 13 gennaio 2024 nominato vescovo di Gibuti)
- Josivaldo José Bezerra, dall'8 novembre 2024